# Карен Карапетян
Карен Карапетян (на арменски: Կարեն Կարապետյան) е арменски политик, министър-председател на Армения от 23 април 2018 до 8 май 2018 г.

## Биография
Роден е на 14 август 1963 г. в Степанакерт, СССР (дн. Азербайджан). Член е на управляващата Републиканска партия.